# Adenite
Adenite é um termo geral usado para a inflamação de uma glândula ou um linfonodo.
- Adenite cervical: inflamação de um linfonodo do pescoço.
- Linfadenite: causada por uma infecção bacteriana nos linfonodos. Os linfonodos tendem a se tornar maiores, quentes e suaves. Uma dilatação dos linfonodos devido ao crescimento das células linfáticas é chamada de linfadenopatia.
- Adenite mesentérica: inflamação dos linfonodos mesentéricos no abdômen. Se ela ocorre no quadrante inferior direito, ela pode ser confundida com apendicite aguda.
- Adenite sebácea: inflamação das glândulas sebáceas da pele. Estas glândulas geralmente produzem sebo (óleo da pele, uma secreção rica em lipídios) que previne a pele de secar.
- Adenite tuberculosa (escrófula): infecção tuberculosa da pele do pescoço, geralmente causada por uma micobactéria (incluindo a M. tuberculosis) em adultos. Em crianças é geralmente causada pela M. scrofulaceum ou M. avium.